# Rhytida otagoensis
Rhytida otagoensis är en snäckart som beskrevs av Powell 1930. Rhytida otagoensis ingår i släktet Rhytida och familjen Rhytididae. Inga underarter finns listade i Catalogue of Life.